# René Coeckelberghs
René Coeckelberghs (n. 19 octombrie 1936, Belgia – d. 16 iulie 1989, Suedia) a fost un editor și om de afaceri troțkist suedez de origine belgiană a cărui editură, René Coeckelberghs Förlag este specializată în editarea de autori moderni și contemporani. René Coeckelberghs a fost soțul eseistei, poetei și scriitoarei Gabriela Melinescu, care s-a stabilit în Suedia în 1975. 